# 和嬪
和嬪（わひん）は、皇帝の嬪（側室）の号。以下の人物などに与えられた。

## 中国
- 和嬪任氏 - 明の嘉靖帝の嬪。
- 和嬪梁氏 - 明の万暦帝の嬪。
- 惇怡皇貴妃 - 清の康熙帝の妃。初め、和嬪に封じられた。
- 和妃 (道光帝) - 清の道光帝の妃。初め、和嬪に封じられた。

## 朝鮮
- 和嬪尹氏 - 正祖の嬪。

## ベトナム
- 阮奎 - 明命帝の嬪。